# James Roday
James David Rodríguez (San Antonio, Teksas 4. travnja 1976.) američki je glumac poznatiji po svom umjetničkom imenu James Roday. Najpoznatiji po ulozi Shawn Spencer u seriji Frikovi.

## Životopis
Pohađao je srednju školu "William Howard Taft" u rodnom San Antoniju, a studirao je dramu na sveučilištu "Experimental Theatre Wing" u New Yorku. Također je i suvlasnik kazališne kompanije "Red Dog Squadron", koju je osnovao s kazališnim glumcem Bradom Raidnerom u Los Angelesu. U istom kazalištu James je glumio u različitim produkcijama, uključujući "Three Sisters", "Twelfth Night", "A Respectable Wedding", "Severity's Mistress" i "Sexual Perversity In Chicago". Od 2006. do 2014. godine James Roday je bio u vezi s Maggie Lawson, zvijezdom serije "Frikovi".

## Filmografija
| Godina        | Naslov                   | Uloga                           | Bilješke                             |
| ------------- | ------------------------ | ------------------------------- | ------------------------------------ |
| 1999.         | Još malo pa svršeno      | Chad                            |                                      |
| 1999.         | Ryan Caulfield: Year One | Vic                             |                                      |
| 2000.         | Believe                  | Bruce Arm/Agent Johnny          |                                      |
| 2000.         | Get Real                 | Trent Sykes                     |                                      |
| 2001.         | Thank Heaven             | Recepcionar                     |                                      |
| 2001.         | First Years              | Edgar 'Egg' Ross                |                                      |
| 2002.         | Repli-Kate               | Max                             |                                      |
| 2002.         | Providence               | Alexander Conrad                |                                      |
| 2002.         | Showtime                 | 'Maxis' Cameraman               |                                      |
| 2003.         | Rolling Kansas           | Dick Murphy                     |                                      |
| 2003.         | Miss Match               | Nick Paine                      |                                      |
| 2005.         | Kad prošlost zakuca      | Mickey, Prvi pomoćnik redatelja |                                      |
| 2005.         | Majstori opasnosti       | Billy Prickett                  |                                      |
| 2006.         | Fantastična petorka      | German Messenger                |                                      |
| 2006.         | Skinwalkers              | scenarist                       |                                      |
| 2006. – 2014. | Frikovi                  | Shawn Spencer                   | Producent 2009–14                    |
| 2008.         | Fear Itself              | Carlos                          | Epizoda: "In Sickness and in Health" |
| 2009.         | Gamer                    | Suvoditelj vijesti #1           |                                      |

## Vanjske poveznice
- James Roday u internetskoj bazi filmova IMDb-u (engl.)